# Berrow (Worcestershire)
Pour les articles homonymes, voir Berrow.
Berrow est une paroisse civile et un village du Worcestershire, en Angleterre.